# Palvafärjan
Palva färjan är en linfärja (vajerfärja) som trafikerar mellan ön Palva och fastlandet i Nådendal, Finland. Färjpassets längd är 1000 meter. Mellan 21:15-06:15 kör Palvafärjans färjförare också Velkuanmaafärjan vid behov
Den nuvarande färjan är Lautta #147, som byggdes 1974 av Parkano Oy i Finland. Färjan har en bärighet på 60 ton och utrymme för ca. 14 personbilar.